# Zéphirin Jégard
 (août 2017).
Si vous disposez d'ouvrages ou d'articles de référence ou si vous connaissez des sites web de qualité traitant du thème abordé ici, merci de compléter l'article en donnant les références utiles à sa vérifiabilité et en les liant à la section « Notes et références ».
Zéphirin Jégard, alias Zéfirin Jégard ou Zef Jégard, est né le 25 août 1935 à Grâce-Uzel dans les Côtes-du-Nord. C'est un espérantophone français qui habitait à Yffiniac (en Bretagne), France, au moment de ces exploits sportifs. Il habite ensuite à Saint-Georges-des-Groseillers, en Normandie.

## Biographie
Sa passion pour la bicyclette l'a incité à accomplir quelques très grands voyages de par le monde, faisant de lui un voyageur transcontinental très souvent seul pour faire face aux tensions. 
En 2000, il se rend à vélo de Bretagne à Oulan-Oude (en Bouriatie, fédération de Russie).
En 2001, il fait le voyage entre Islamabad (Pakistan) et Vladivostok (Russie). Ce trajet de 9 000 kilomètres a été relaté dans un livre intitulé Papy Fait le Tour du monde (il existe une traduction en espéranto de Jean-Pierre Ducloyer sous le titre Avo biciklas ĉirkaŭ la mondo).
En 2004, il réussit à relier, à bicyclette, Brest sur l'Atlantique à la colonne d'entrée de Vladivostok, sur le Pacifique, dans le temps record de 65 jours 22 heures et 38 minutes pour 13 850 kilomètres. Un livre écrit en français relate cette traversée, sous le titre : BREST VLADIVOSTOK, l'épopée fantastique. 
En tant que personnalité sportive, Jégard participe au relais de la flamme olympique en 2006 pour les Jeux olympiques d'hiver de Turin.
Il part ensuite à pieds pour le chemin de Saint-Jacques de Compostelle en 2015 puis en 2016 après l’échec de sa première tentative.
Il réside dans l’Orne, à Saint-Georges-des-Groseillers, dans les années 2010 et 2020.